# Олівар (Чилі)
Олівар (ісп. Olivar) - селище в Чилі. Адміністративний центр однойменної комуни. Населення - 2426 осіб (2002). Селище і комуна входить до складу провінції Качапоаль і регіону Лібертадор-Хенераль-Бернардо-О'Хіггінс.
Територія — 45 км². Чисельність населення - 13 608 мешканців (2017). Щільність населення — 302,4 чол./км².

## Розташування
Селище розташоване за 9 км на південний захід від адміністративного центру області міста Ранкагуа.
Комуна межує:
- на півночі - з комуною Ранкагуа
- на півдні - з комуною Рекіноа
- на заході - з комуною Коїнко
- на північному заході - з комуною Доньїуе